# Remigio Santander Villarubia
Remigio Santander Villarubia (* 9. November 2002 auf Annobón) ist ein Leichtathlet aus Äquatorialguinea, der sich auf den Sprint spezialisiert hat.

## Sportliche Laufbahn
Erste Erfahrungen bei internationalen Meisterschaften sammelte Remigio Santander Villarubia im Jahr 2019, als er bei den Afrikaspielen in Rabat mit 11,49 s und 22,81 s jeweils in der ersten Runde im 100- und 200-Meter-Lauf ausschied. 2021 wurde er bei den U20-Weltmeisterschaften in Nairobi im Vorlauf über 100 Meter disqualifiziert und 2023 kam er bei den Spielen der Frankophonie in Kinshasa mit 11,46 s nicht über die Vorrunde im 100-Meter-Lauf hinaus. Im Jahr darauf startete er dank einer Wildcard über 100 Meter bei den Olympischen Sommerspielen in Paris und schied dort mit 11,65 s in der Vorausscheidungsrunde aus.

## Persönliche Bestleistungen
- 100 Meter: 11,46 s (−0,4 m/s), 31. Juli 2023 in Kinshasa
- 200 Meter: 22,81 s (+0,5 m/s), 29. August 2019 in Rabat